# Colom imperial de les Louisiade
El colom imperial de les Louisiade (Ducula pinon salvadorii ) és una espècie d'ocell de la família dels colúmbids (Columbidae) que habita zones amb arbres dels Arxipèlags de D'Entrecasteaux i de Louisiade.